# Фокин, Александр Иванович (политик)
Александр Иванович Фокин (род. 24 октября 1954, Волчиха, Алтайский край) — российский военный, государственный и политический деятель, депутат Государственной думы Федерального Собрания Российской Федерации IV, V, VI и VII созывов. В Госдуме VII является членом комитета Госдумы по экологии и охране окружающей среды. Член фракции «Единая Россия».

## Биография
В 1977 году получил высшее педагогическое образование образование по специальности «Преподаватель истории и английского языка» окончив Барнаульский государственный педагогический институт. В 2004 году получил второе высшее образование по специальности «Государственное и муниципальное управление» в Российской Академия народного хозяйства и государственной службы при Президенте Российской Федерации (РАНХиГС при Президенте РФ). С 2009 по 2010 учился в аспирантуре РАНХиГС при Президенте РФ, в 2010 году защитил диссертацию на соискание учёной степени кандидата психологических наук. В 2013 году сетевое сообщество «Диссернет» обвинило Фокина в плагиате (не корректном заимствовании, без указания авторов) на более чем 70 страницах его диссертации, заимствованных из других научных работ.
С 1977 по 1987 год проходил военную службу в Советской армии, является полковником запаса. С 1987 по 1991 год работал представителем Союза советских обществ и культурной связи с зарубежными странами в Канаде, референтом, старшим референтом отдела США и Канады. С 1988 по 1991 работал в посольстве СССР в Канаде в должности второго секретаря. С 1991 по 1992 работал в Международной акционерной компании «Четек» в должности вице-президента, компания занималась внедрением инновационных технологий в промышленность. С 1992 по 2003 работал в Московском агентстве путешествий и туризма генеральным директором, являлся генеральным продюсером телевизионной передачи «Клуб путешественников» на канале ОРТ.
В декабре 2003 года баллотировался в Госдуму от избирательного объединения «Единая Россия», по итогам распределения мандатов в Думу не прошёл, однако 24 декабря получил вакантный мандат депутата Государственной Думы IV созыва по решению ЦИК РФ.
В 2007 году баллотировался в Госдуму по спискам «Единой России» в Кемеровской области, по результатам распределения мандатов стал депутатом Государственной Думы V созыва.
В декабре 2011 года вновь баллотировался в Госдуму от Кемеровской области по спискам партии «Единая Россия», в результате распределения мандатов стал депутатом Государственной Думы VI созыва. С 2011 года — заместитель председателя комитета, член парламентской делегации Госдумы в Организации по безопасности и сотрудничеству в Европе (ОБСЕ).
В сентябре 2016 года избран депутатом Государственной Думы VII созыва по спискам партии «Единая Россия».

## Законотворческая деятельность
С 2003 по 2019 год, в течение исполнения полномочий депутата Государственной Думы IV, V, VI и VII созывов, выступил соавтором 45 законодательных инициатив и поправок к проектам федеральных законов.

## Награды
- Медаль ордена «За заслуги перед Отечеством» I степени (11 июня 2016 года) — за активную законотворческую деятельность и многолетнюю добросовестную работу[11]
- Медаль ордена «За заслуги перед Отечеством» II степени (21 мая 2008 года) — за заслуги в законотворческой деятельности, укреплении и развитии российской государственности[12]
- Медаль «За безупречную службу» III степени
- Почётная грамота Президента Российской Федерации «За плодотворную законотворческую и общественную деятельность» (2009)[13]
- Почётная грамота Председателя Государственной Думы Федерального Собрания Российской Федерации «За особые заслуги и значительный вклад в развитие законодательства РФ и парламентаризма в РФ»
- Почётный знак Государственной Думы Федерального Собрания Российской Федерации «За заслуги в развитии парламентаризма»
- Медаль «За особый вклад в развитие Кузбасса» I—III степени
- Медаль «70 лет Кемеровской области» (2012)
- Юбилейная медаль «60 лет Дню шахтера» (2007)
- Юбилейная медаль «65 лет Кемеровской области» (2008)
- Медаль «За служение Кузбассу» (2005)
- Орден «Доблесть Кузбасса» (2009)
- Почётный знак «Золотой знак „Кузбасс“» (2007)[14]
- «За личный вклад в реализацию национальных проектов в Кузбассе»]] (2011)
- Орден Почёта Кузбасса (2014)